# Classe Fatahillah
La classe Fatahillah est un type de corvettes construites aux Pays-Bas pour le compte de la marine indonésienne.

## Listes des navires
| Nom            | Sur cale   | Lancement  | En service | Retrait |
| -------------- | ---------- | ---------- | ---------- | ------- |
| 361 Fatahilah  | 31/01/1977 | 22/12/1977 | 16/07/1979 | nc      |
| 362 Malahayati | 28/07/1977 | 19/06/1978 | 31/03/1980 | nc      |
| 363 Nala       | 27/01/1978 | 11/01/1979 | ../08/1980 | nc      |

Le KRI Nala 363 diffère en ce qu'il est équipé d'un hélicoptère NBo 105.
1. ↑  "[V]essels with a displacement greater than 100 tons but less than 1,700 tons will be considered corvettes", Paul Pryce, "An ASEAN Maritime Alliance?", natocouncil.ca, 28 January 2015